# Szentlászló
Szentlászló è un comune dell'Ungheria di 839 abitanti (dati 2008) situato nella contea di Baranya, regione Transdanubio Meridionale